# Union européenne des paiements
Pour les articles homonymes, voir Union européenne (homonymie).
L'Union européenne des paiements (UEP), European Payments Union ou EPU en anglais, est un accord de paiement signé en 1950 dans le cadre de l'Organisation européenne de coopération économique (OECE) qui avait pour but de faciliter les transactions et la répartition des prêts à long terme, dons et aides militaires accordés par les États-Unis aux pays européens dans le cadre du plan Marshall. Créée en 1950, elle prit fin en 1958 lorsque la convertibilité avec le dollar des monnaies des États membres fut rétablie. 

## Contexte historique
À l'issue de la Seconde Guerre mondiale, le commerce entre pays européens se fondait principalement sur les réserves de dollars. Conséquence du dollar gap, l'Europe manquait cruellement de cette devise, qui était pourtant la seule acceptée dans les réserves de change. Le transfert de la devise après chaque transaction commerciale renchérissait le coût d'opportunité des échanges, entraînant le développement d'un véritable système de troc. 
Le souvenir de l'échec de l'étalon-or est encore vivace dans les esprits, et son retour n'est pas envisagé. 

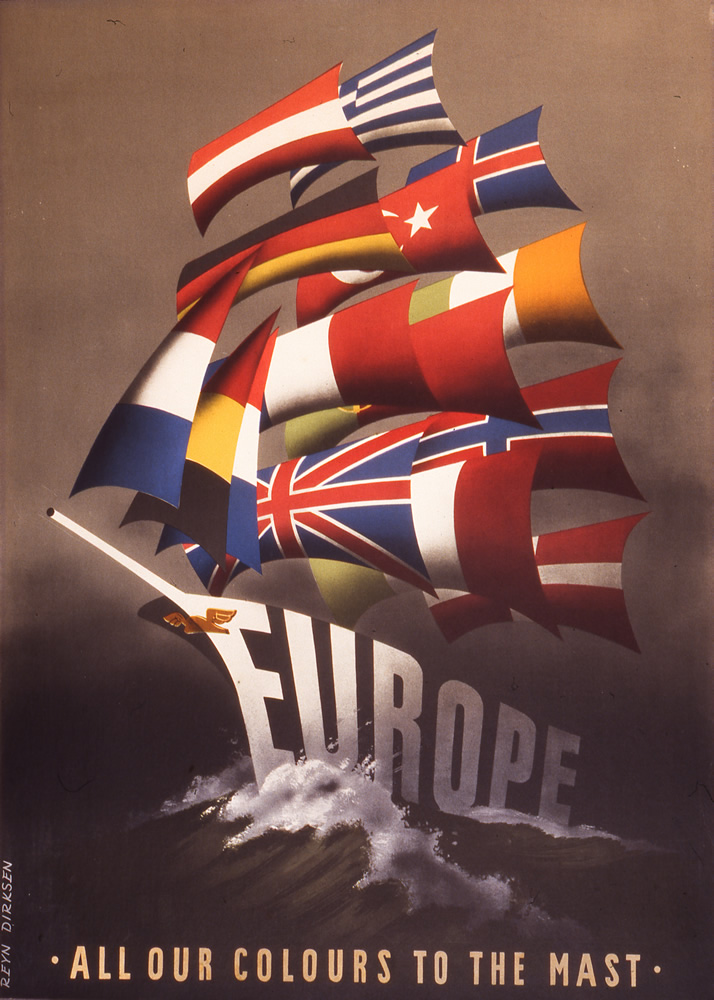
Affiche de 1947 annonçant le Plan Marshall.

Le Plan Marshall, annoncé par les États-Unis en 1947 et lancé en 1948, eut pour conséquence de réinjecter des dollars dans les économies d'Europe occidentale, par l'intermédiaire de crédits. Pour répartir ces crédits, l'Organisation européenne de coopération économique (OECE) fut créée en avril 1948. Conscients des difficultés suscitées par l'utilisation de systèmes exclusivement bilatéraux (en) de compensation, les États membres envisagent de passer à un cadre multilatéral. 
Leur objectif est de concevoir un système dans lequel les monnaies européennes sont convertibles entre elles, sans avoir à passer par la médiation du dollar, qui se fait toujours rare. 
Cette idée jaillit alors même que quelques années plus tôt, en 1944, l'économiste John Maynard Keynes avait exposé à la conférence de Bretton Woods un système de clearing international. Cette proposition était elle-même inspirée d'un discours donné par Walther Funks le 25 juillet 1940.

## Création et dissolution
En septembre 1950, avec effet rétroactif au 1er juillet de la même année, l'Union européenne des paiements est créée. Elle consiste en un cadre multilatéral de compensation monétaire. 
L'UEP traverse cependant des crises. Ses opposants dénoncent la fluctuation des prix, et le fait que les monnaies ne sont convertibles que par les banques, et pas par les particuliers. L'UEP est également perçue comme une organisation rivale pour le FMI. En 1958, les participants rétablissent la convertibilité de leur devise nationale avec le dollar. L'UEP, qui a atteint son objectif, n'a plus de raison d'être, et cesse d'exister. Elle est remplacée par l'accord monétaire européen, qui perdure jusqu'en 1972.   

## Fonctionnement

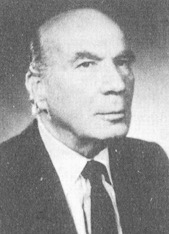
Guido Carli, président de l'Union européenne des paiements de 1950 à 1952.

L'UEP fonctionnait sous l'autorité de la Banque des règlements internationaux (BRI) et à l'aide de ses moyens techniques. Le capital initial de l'UEP est souscrit par les États-Unis. 
Le clearing s'appuie sur une grille de parités fixes, selon le modèle de l'étalon-or. Les taux de change sont imposés de sorte à refléter la réalité économique de chaque pays : les participants définissent un taux de change unique ainsi qu'une parité entre leur monnaie nationale et l'unité commune de compte, fixée en or (en fonction de la valeur or du dollar). Les restrictions de change vis-à-vis du dollar restent en place dans chacun des États membres.  
La compensation monétaire est obligatoire et automatique. Chaque mois, l'UEP calcule la balance des paiements de chaque participant vis-à-vis du reste de l'Union. La compensation se fait à la fin du mois, entre l'ensemble des créditeurs et des débiteurs, pour partie en or et pour partie par l'octroi de crédits à l'UEP. Pour chaque pays membre, un quota est défini, limitant le montant que peut atteindre sa balance des paiements.  
Au fil du temps, des procédures d'arbitrage bancaire se développent au sein de l'UEP ; les accords de paiement intra européens deviennent plus flexibles et moins centralisés.  

### Présidents
- Guido Carli (1950-1952) ; il sera plus tard gouverneur de la Banque d'Italie puis ministre du Trésor.

## Effets
L'UEP change la manière dont les États d'Europe de l'Ouest se positionnent face aux enjeux commerciaux. D'un cadre exclusivement bilatéral, fondé sur la nécessité, ils passent à un cadre multilatéral, qui préfigure le système monétaire européen, puis l'unification progressive du marché européen. 
En centralisant le clearing, l'UEP permet aux participants de reprendre confiance les uns envers les autres du point de vue commercial. De fait, les monnaies européennes sont convertibles entre elles. 
L'UEP entraîne une libéralisation des échanges. Sur ses huit années de vie, les échanges commerciaux en Europe de l'Ouest doublent en volume.